# Мамажонов, Жахонгир Дехконович
Мамажонов Жахонгир Дехконович (узб. Mamajonov Jaxongir Dexkonovich; род. 17 декабря 1977, Ферганская область, Узбекская ССР, СССР) —  депутат Законодательной палаты Олий Мажлиса Республики Узбекистан, член Комитета  Законодательной палаты Олий Мажлиса Республики Узбекистан по международным делам и межпарламентским связям.

## Биография
Родился 17 декабря 1977 года в Республики Узбекистан области Фергана. закончил Ферганский государственный университет в 1998 году, специальность: дифференциальное равенство. В нынешнее время является депутатом Законодательной палаты Олий Мажлиса Республики Узбекистан, членом Комитета  Законодательной палаты Олий Мажлиса Республики Узбекистан по международным делам и межпарламентским связям.